# Бановина Србија
Бановина Србија је назив за предложену нову административну јединицу Краљевине Југославије. Стварање ове бановине предложено је након формирања Бановине Хрватске 1939. године. Међутим, због окупације и поделе Југославије од стране Сила Осовине 1941. године, предлог о стварању Бановине Србије никада није реализован.

## Предлог
После стварања Бановине Хрватске 1939. године, поставило се питање политичког положаја српског народа у Краљевини Југославији, тако да су неки српски интелектуалци (на пример чланови Српског клуба) и политичари (укључујући и неке чланове југословенске владе, као на пример Драгишу Цветковића) предложили и планирали стварање Бановине Србије (или Српске бановине), у коју би ушла подручја постојећих бановина: Врбаске, Дринске, Дунавске, Моравске, Зетске и Вардарске. Организација предложене Бановине Србије била би слична организацији Бановине Хрватске, а седиште би јој било у Скопљу.
Садржина Споразума којим је створена Бановина Хрватска, изазвала је бројне и врло жестоке реакције скоро свих заинтересованих страна. Преовлађујуће мишљење међу Србима било је да су Хрвати, недемократским поступком и без правих српских представника, добили превелику територију на штету српских националних простора и прешироке компетенције на штету интереса државне целине. Док су, међутим, једни веровали да споразум треба ревидирати издвајањем срезова са српском већином, други су пристајали да га прихвате као „свршен чин” под условом да целокупна преостала територија, изузев Дравске бановине, буде омеђена као српска јединица. У таквој ситуацији и Југословенска демократска странка одустала је од предлога о Босни и Херцеговини као четвртој федералној јединици.

## Демографија
Према југословенском попису из 1931. године, постојеће бановине чија би територија, према предлогу, била укључена у Бановину Србију, имале су следећи састав становништва:
- Врбаска бановина: 1.037.382, од чега 600.529 православних хришћана
- Дринска бановина: 1.534.739, од чега 992.924 православних хришћана
- Дунавска бановина: 2.387.295, од чега 1.393.269 православних хришћана
- Моравска бановина: 1.435.584, од чега 1.364.490 православних хришћана
- Зетска бановина: 925.516, од чега 516.490 православних хришћана
- Вардарска бановина: 1.574.243, од чега 1.046.039 православних хришћана
- Укупно: 8.894.759, од чега 5.913.741 православних хришћана